# Řehenice
Řehenice (en allemand : Rehenitz) est une commune du district de Benešov, dans la région de Bohême-Centrale, en République tchèque. Sa population s'élevait à 442 habitants en 2020.

## Géographie
Řehenice se trouve à 4 km au nord-nord-ouest de Poříčí nad Sázavou, à 10 km au nord-nord-ouest de Benešov et à 28 km au sud-est de Prague.
La commune est limitée par Kamenice et Velké Popovice au nord, par Pyšely à l'est, par Nespeky au sud-est et au sud, et par Týnec nad Sázavou à l'ouest.

## Histoire
La première mention écrite de la localité date de 1384. De 1945 à 2006, la commune a fait partie du district de Prague-Est.

## Administration
La commune se compose de sept quartiers :
- Řehenice
- Babice
- Barochov
- Gabrhele
- Křiváček
- Malešín
- Vavřetice